# Rainer Tölle
Rainer Tölle (* 4. Juni 1932 in Dortmund; † 19. Oktober 2014) war ein deutscher Psychiater, Neurologe und Psychotherapeut.

## Leben
Rainer Tölle studierte Medizin und Psychologie an den Universitäten Münster und Tübingen. 1956 promovierte er in Münster in Medizin. Anschließend begann er seine psychiatrische Weiterbildung bei Paul Krauß in der Privat-Nervenklinik Christophsbad Göppingen und setzte sie bei Walter Schulte in der Universitätsnervenklinik in Tübingen fort. 1965 habilitierte er sich in Tübingen und wurde 1966 zum Oberarzt ernannt. 1971 erhielt er für die Entdeckung der antidepressiven Wirkung des kontrollierten Schlafentzugs den Anna-Monika-Preis. 1972 ernannte ihn die Universität Tübingen zum außerplanmäßigen Professor. Im selben Jahr wurde er jedoch an die Universität Münster berufen, wo er von 1972 bis 1998 als ordentlicher Professor für Psychiatrie und Leiter der Klinik und Poliklinik für Psychiatrie tätig war.

## Schriften (Auswahl)
Als Autor:
- Über die Beeinflussung der Dämmersehfähigkeit und der Blendempfindlichkeit durch Adaptinol. 1956 (Dissertation, Universität Münster, 9. November 1956).
- Katamnestische Untersuchungen zur Biographie abnormer Persönlichkeiten: 115 Katamnesen 22–37 Jahre nach klinischer Behandlung (= Monographien aus dem Gesamtgebiete der Neurologie und Psychiatrie. H. 116). Springer, Berlin 1966 (Habilitationsschrift, Universität Tübingen, 30. November 1965).
- mit Walter Schulte: Psychiatrie. Springer, Berlin 1971; ab 6. Auflage 1982 als Alleinautor; seit 13. Auflage mit Klaus Windgassen; zuletzt 16. Auflage: Psychiatrie einschließlich Psychotherapie (= Springer-Lehrbuch). Springer, Heidelberg 2011, ISBN 978-3-642-20415-9.
- Rainer Tölle, Klaus Windgassen: Psychiatrie. Kinder- und jugendpsychiatrische Bearbeitung von Reinhart Lempp und Reinmar du Bois. 17. überarbeitete und ergänzte  Auflage. Springer, Berlin, Heidelberg 2014, ISBN 978-3-642-54698-3, doi:10.1007/978-3-642-54699-0.
- Zigarettenrauchen: Zur Psychologie und Psychopathologie des Rauchers. Springer, Berlin 1974, ISBN 3-540-06668-3; 2., neubearbeitete und erweiterte Auflage mit Gerhard Buchkremer unter dem Titel: Zigarettenrauchen: Epidemiologie, Psychologie, Pharmakologie und Therapie. Springer, Berlin 1989, ISBN 3-540-50257-2.
- Depressionen: Erkennen und Behandeln (= C. H. Beck Wissen). Beck, München 2000; 2. Auflage 2003, ISBN 3-406-44739-2.
- mit Heinz Schott: Geschichte der Psychiatrie: Krankheitslehren, Irrwege, Behandlungsformen. Beck, München 2006, ISBN 3-406-53555-0.
- Wahn: Seelische Krankheiten, geschichtliche Vorkommnisse, literarische Themen. Schattauer, Stuttgart 2008, ISBN 978-3-7945-2389-4.
- Der in die tiefste Tiefe schaute: E. T. A. Hoffmann als Psychopathologe. Königshausen & Neumann, Würzburg 2012, ISBN 978-3-8260-4749-7.

Als Herausgeber:
- Seelische Krankheiten und psychosomatische Störungen (= Praxis der Allgemeinmedizin. Bd. 4). Urban und Schwarzenberg, München 1982, ISBN 3-541-10561-5.
- mit Elmar Doppelfeld: Alkoholismus: Erkennen und Behandeln. Deutscher Ärzte-Verlag, Köln 2004, ISBN 3-7691-0438-2.